# Comitato di Sáros
Il comitato di Sáros (in ungherese Sáros vármegye, in slovacco Šarišská župa, in latino Comitatus Sarossiensis) è stato un antico comitato del Regno d'Ungheria, situato nell'attuale Slovacchia orientale. Capoluogo del comitato era la città di Prešov (in ungherese Eperjes).

## Geografia fisica
Il comitato di Sáros era situato geograficamente nei Carpazi e confinava con il territorio austriaco della Galizia, nonché con gli altri comitati di Szepes, Abaúj-Torna e Zemplén. Era attraversato dal fiume Torysa.

## Storia
Lo Sáros si staccò prima del XIII secolo dal comitato di Novi Castri (dal nome della città di Novum Castrum, oggi Abaújvár), del quale facevano parte anche i futuri comitati di Heves e Abaúj. La regione prendeva il nome dal castello di Šarišský hrad, che fu la prima capitale; ve ne furono altre nel tempo, finché dal 1647 questa non fu stabilita a Prešov.
Nel 1918 e ufficialmente, in seguito al Trattato del Trianon, nel 1920, l'intero comitato venne assegnato alla neonata Cecoslovacchia. Quando la Cecoslovacchia fu divisa, durante la Seconda guerra mondiale, il territorio fu assegnato alla Prima repubblica slovacca, per poi tornare alla Cecoslovacchia dopo la guerra. All'epoca, era principalmente abitato da slovacchi, con una minoranza rutena (ucraina) ai margini settentrionali.
Dall'indipendenza della Slovacchia (1993) l'antico comitato ha fatto parte della regione di Košice e poi di quella di Prešov. Storicamente regione prosperosa, l'antico comitato di Sáros è oggi un territorio piuttosto impoverito.

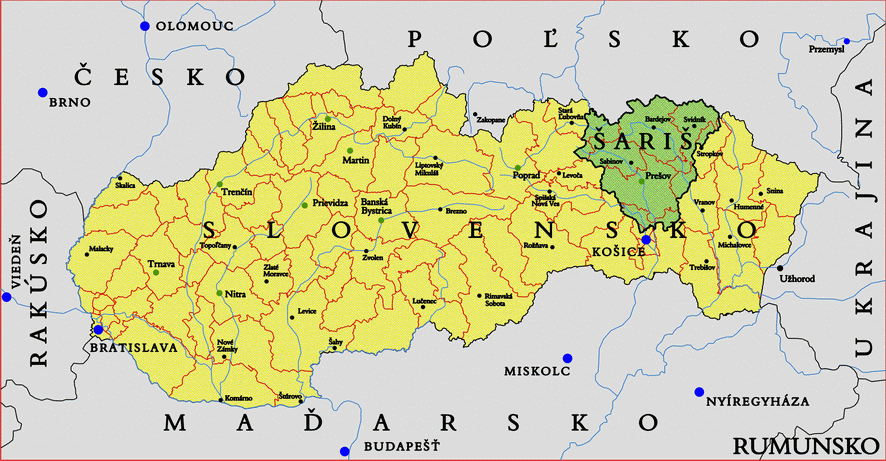
L'antico comitato di Saròs nell'attuale Slovacchia